# Une place lucrative
Une place lucrative (en russe : Доходное место, Dokhodnoe mesto) est une pièce en cinq actes d'Alexandre Ostrovski écrite en 1856. Elle est publiée pour la première fois en 1856, dans le no 1 de la revue Rousskaïa besseda, et mise en scène pour la première fois par Nikolaï Miloslavski au théâtre de Kazan en 1857, puis elle est jouée au théâtre Alexandra de Saint-Pétersbourg, le 27 septembre 1863 et le 14 octobre suivant au théâtre Maly de Moscou.

## Argument
Le jeune Jadov, fonctionnaire ambitieux, est au centre du sujet. Il est idéaliste et ne souhaite pas solliciter des faveurs, remercier, prendre des pots-de-vin, flatter ou se servir de protecteurs. Il est prêt à accepter de vivre dans la pauvreté pour préserver son honneur. Mais au fur et à mesure, Jadov est soumis à la pression de son entourage qui estime que la situation matérielle est plus importante que les principes. Jadov se dispute de plus en plus avec son épouse Pauline à cause de l'argent. Au dernier acte, il se soumet à sa femme et accepte de demander une position lucrative, mais il se moque de cette « génération faible » et finalement ses principes prévalent. Jadov déclare que chaque génération possède ses gens honnêtes et que, si sa femme souffre de la pauvreté, il peut la laisser partir. Pauline déclare qu'elle n'a jamais eu l'intention de le quitter, mais qu'elle n'a fait que suivre les conseils de sa famille. Les Jadov se disent adieu et partent.
« Je veux garder le droit cher de regarder tout le monde dans les yeux, sans honte, sans remords secrets, de lire et de regarder des satires et des comédies sur les corrompus et de rire du fond du cœur, d'un rire franc. » (Jadov)

## Personnages
- Aristarkhe Vychnevski : vieil homme grabataire
- Anna Pavlovna : jeune femme, épouse de Vychnevski
- Vassili Jdanov : jeune homme, neveu de Vychnevski
- Mykine : enseignant, ami de Vassili Jdanov
- Akim Ioussov : vieux fonctionnaire, subordonné de Vychnevski
- Onissime Belogoubov : jeune fonctionnaire, subordonné de Ioussov
- Anton : invité de Vychnevski
- Felissata Koukouchkina : veuve
- Ioulinka : fille de Koukouchkina
- Polina : fille de Koukouchkina
- Stecha : domestique
- garçon

## Adaptation à l'écran
- Vakanssia («Вакансия»), film de Margarita Mikaelian (URSS, 1981)
- Les Pots-de-vin sont lisses («Взятки гладки»), film d'Igor Maslennikov (Russie, 2008)